# لي جي هاي
لي جي هاي (بالكورية: 이지혜)‏ هي مغنية وممثلة كورية جنوبية. ولدت يوم 15 فبراير 1972 في سول في كوريا الجنوبية.

## روابط خارجية
- لي جي هاي على موقع ميوزك برينز (الإنجليزية)
- لي جي هاي على موقع ديسكوغز (الإنجليزية)